# توماس أوين موريس
توماس أوين موريس (بالإنجليزية: Thomas Owen Morris)‏ هو سياسي أمريكي، ولد في 1845، وتوفي في 1924. حزبياً، نشط في الحزب الديمقراطي.